# Z-curva
Un método Z-curva (o Z curva) es un algoritmo bioinformático para análisis de secuencias de genomas. Una Z-curva es una curva tridimensional que constituye una representación exclusiva (biyectiva) de una secuencia de ADN: para la Z-curva y la secuencia dada de ADN que representa, cada una sólo puede ser reconstruida exclusivamente desde la otra.
La curva resultante tiene forma de zig-zag, y de ahí su nombre. Este método ha sido utilizado en diferentes áreas de la investigación genómica, como la identificación de orígenes de replicación,
predicción de genes ab initio, 
identificación isocórica (largas regiones de ADN, mayores de 3 KB, homogéneas en contenido GC), 
identificación de islas genómicas,
y genómica comparativa.